# Petitmoni
Petitmoni (jap. プッチモニ, Putchimoni bzw. Pucchimoni) ist eine japanische J-Pop-Girlgroup des Hello! Projects, die von 1999 bis 2003 auftrat. Nach Tanpopo waren sie der zweite Ableger des Hello! Projects, zu dem auch Morning Musume gehört.

## Geschichte
Die erste Generation der Gruppe bestand aus den 3 Morning Musume-Mitgliedern Sayaka Ichii, Kei Yasuda und Maki Goto. Ihre erste Single „Chokotto LOVE“ war sehr erfolgreich und verkaufte sich über 1 Million Mal. 2002 waren bereits Yasuda als auch Goto nicht mehr unter Morning Musume tätig, also entschied sich der Manager des Hello! Projects Tsunku dazu, die ganze Gruppe umzugestalten. Die neue Besetzung bestand aus Hitomi Yoshizawa, Makoto Ogawa (Morning Musume) und Ayaka Kimura (Coconuts Musume). Da sich aber bereits die neue Single „Be Happy Koi no Yajirobee“ der neuen Tanpopo-Generation nicht gut verkaufte, wurde für diese Pucchimoni Generation auch keine Single mehr veröffentlicht.
Es gibt lediglich das Lied „WOW WOW WOW“, das auf Konzerten gesungen wurde und auf der H!P Compilation „Pucchi Best 4“ zu finden ist.
2009 wurden mehrere ältere „Units“ wiederbelebt, unter anderem auch Petitmoni. Mit neuen Mitgliedern und unter dem Namen „Petitmoni V“ veröffentlichte die Gruppe das Lied „Pira! Otome no Negai“ auf dem Album Petit Best 10.
Seit der Auflösung der Gruppe kamen die Mitglieder mehrmals für Jubiläumsveranstaltungen zusammen um ihre Lieder vorzutragen, so unter anderem zum 15. und 20. Geburtstag des Hello! Projects in den Jahren 2013 und 2018. Letzteres war zudem das erste Mal nach 18 Jahren, dass Sayaka Ichii wieder mit dem Hello! Project auf der Bühne stand.

## Mitglieder
| Name                          | Geburtsdatum       | Alter | Eintrittsjahr | Generation  |
| ----------------------------- | ------------------ | ----- | ------------- | ----------- |
| Sayaka Ichii (市井紗耶香)     | 31. Dezember 1983  | 41    | 1999          | 1           |
| Kei Yasuda (保田圭)           | 6. Dezember 1980   | 44    | 1999          | 1           |
| Maki Goto (後藤真希)          | 23. September 1985 | 39    | 1999          | 1           |
| Hitomi Yoshizawa (吉澤ひとみ) | 12. April 1985     | 40    | 2000          | 1           |
| Makoto Ogawa (小川麻琴)       | 29. Oktober 1987   | 37    | 2002          | 2           |
| Ayaka Kimura (木村絢香)       | 30. Oktober 1981   | 43    | 2002          | 2           |
| Saki Nakajima (中島早貴)      | 5. Februar 1994    | 31    | 2009          | Petitmoni V |
| Mai Hagiwara (萩原舞)         | 7. Februar 1996    | 29    | 2009          | Petitmoni V |
| Erina Mano (真野恵里菜)       | 11. April 1991     | 34    | 2009          | Petitmoni V |

## Diskografie

### Alben
| Jahr | Titel                                | Höchstplatzierung, Gesamtwochen, AuszeichnungChartsChartplatzierungen (Jahr, Titel, Platzierungen, Wochen, Auszeichnungen, Anmerkungen) | Anmerkungen                           |
| Jahr | Titel                                | JP | Anmerkungen                           |
| ---- | ------------------------------------ | --- | ------------------------------------- |
| 2002 | Zenbu! Petitoni (ぜんぶ！プッチモニ) | JP1 (5 Wo.)JP | Erstveröffentlichung: 21. August 2002 |

### Singles
| Jahr | Titel Album                                                                                        | Höchstplatzierung, Gesamtwochen, AuszeichnungChartsChartplatzierungen (Jahr, Titel, Album, Platzierungen, Wochen, Auszeichnungen, Anmerkungen) | Anmerkungen                                                      |
| Jahr | Titel Album                                                                                        | JP | Anmerkungen                                                      |
| ---- | -------------------------------------------------------------------------------------------------- | --- | ---------------------------------------------------------------- |
| 1999 | Chokotto Love (ちょこっと Love) Zenbu! Petitmoni                                                   | JP1 Diamant · (21 Wo.)JP | Erstveröffentlichung: 25. November 1999 Verkäufe JP: + 1.123.610 |
| 2000 | Seishun Jidai 1. 2. 3! / Bicycle Daiseikou! (青春時代1. 2. 3!／バイセコー大成功!) Zenbu! Petitmoni | JP1 Platin · (9 Wo.)JP | Erstveröffentlichung: 26. Juli 2000 Verkäufe JP: + 484.160       |
| 2001 | Baby! Koi ni Knock Out! (Baby! 恋に Knock Out!) Zenbu! Petitmoni                                   | JP1 Platin · (8 Wo.)JP | Erstveröffentlichung: 28. Februar 2001 Verkäufe JP: + 429.270    |
| 2001 | Pittari Shitai X’mas! (ぴったりしたい X’mas!) Zenbu! Petitmoni                                     | JP2 Gold · (9 Wo.)JP | Erstveröffentlichung: 14. November 2001 Verkäufe JP: + 300.320   |

### Videoalben
| Jahr | Titel                      | Höchstplatzierung, Gesamtwochen, AuszeichnungChartsChartplatzierungen (Jahr, Titel, Platzierungen, Wochen, Auszeichnungen, Anmerkungen) | Anmerkungen                             |
| Jahr | Titel                      | JP | Anmerkungen                             |
| ---- | -------------------------- | --- | --------------------------------------- |
| 2004 | Puccimoni Single V Crips 1 | JP14 (4 Wo.)JP | Erstveröffentlichung: 16. Juni 2004     |
| 2004 | Pucci Best DVD             | — | Erstveröffentlichung: 15. Dezember 2004 |
| 2004 | Pucci Best DVD 2           | — | Erstveröffentlichung: 15. Dezember 2004 |